# Myoporum
Genre
Classification APG III (2009)
Le genre Myoporum est un genre de plantes de la famille des  Scrophulariaceae. Il compte une trentaine d'espèces.
Ce sont des arbres et des arbustes à feuilles persistantes résistants au sel et à la sécheresse.

## Quelques espèces
Selon [réf. nécessaire] :
- Myoporum bateae F.Muell.
- Myoporum debile (Andrews) R.Br.
- Myoporum deserti Cunn. ex Benth.
- Myoporum ellipticum R.Br.
- Myoporum floribundum Cunn.
- Myoporum insulare R.Br.
- Myoporum laetum Forst.
- Myoporum montanum R.Br
- Myoporum obscurum Endl.
- Myoporum platycarpum R.Br.
- Myoporum sandwicense A.Gray
- Myoporum tetrandrum (Labill.) Domin.
- Myoporum tenuifolium Forster & G. Forster

Selon NCBI (18 juil. 2010) :
- Myoporum acuminatum
- Myoporum insulare
- Myoporum aff. insulare CHR 505221
- Myoporum kermadecense
- Myoporum laetum
- Myoporum mauritianum
- Myoporum montanum
- Myoporum obscurum
- Myoporum parvifolium
- Myoporum platycarpum
- Myoporum sandwicense